# Gresini Racing
Gresini Racing – włoski zespół prywatny startujący w MotoGP, Moto2 i Moto3.
W sezonie 2016 zespół startujący na motocyklach Aprilia w MotoGP występuje pod nazwą sponsorską Aprilia Racing Team Gresini, zawodnikami etatowymi zespołu są w sezonie 2019 i 2020 Aleix Espargaró i Andrea Iannone; zespół startujący na motocyklach Kalex w Moto2 występuje pod nazwą sponsorską Federal Oil Gresini Moto2, zaś zawodnikiem etatowym zespołu jest Sam Lowes; zespół startujący na motocyklach Honda w Moto3 występuje pod nazwą sponsorską Gresini Racing Moto3, zaś zawodnikami etatowymi zespołu są: Fabio Di Giannantonio oraz Enea Bastianini.